# Vizcondado de Barrantes
El vizcondado de Barrantes es un título nobiliario español creado por el rey Felipe IV de España, el 13 de diciembre de 1654, a favor de Mauro de Mendoza y Sotomayor, marqués de Villagarcía.
La denominación del título se refiere a la parroquia de Barrantes en el consejo de Ribadumia, provincia de Pontevedra

## Historia de los vizcondes de Barrantes
- Mauro de Mendoza y Sotomayor (Villagarcía de Arosa, 15 de enero de 1594-7 de enero de 1673), I vizconde de Barrantes,[2] I marqués de Villagarcía,  y caballero de la Orden de Calatrava. El rey Felipe IV lo nombró gobernador de la provincia de Charcas, aunque no aceptó el cargo.[2] Era hijo de Rodrigo de Mendoza y de Urraca de Sotomayor.[2]

Casó, en 1632, con Antonia de Caamaño y Mendoza (m. 17 de noviembre de 1698), V señora de la Casa de Rubianes. Sucedió su hijo:
- Antonio Domingo de Mendoza Caamaño y Sotomayor (Pontevedra, 2 de marzo de 1638-Madrid, 10 de mayo de 1714), II vizconde de Barrantes,[2] II marqués de Villagarcía,[4] VI señor de la Casa de Rubianes,[3] caballero de la Orden de Santiago, embajador extraordinario en Francia, embajador en Venecia y virrey de Valencia.[4]

Casó, el 19 de diciembre de 1660, con Juana Catalina de Ribera y Ronquillo (m.1699), hija de Diego de Ribera y Báñez y su esposa Catalina Ronquillo, hija de Francisco Ronquillo y de Catalina Fonseca. Fueron padres de cuatro hijos, entre ellos, su sucesor y Antonia de Mendoza y Caamaño, casada con Diego Fernández de Córdoba, IV conde de Villarompardo. Sucedió su primogénito:
- Antonio José de Mendoza Caamaño y Sotomayor (Las Vegas de Matute (Segovia), 13 de marzo de 1667[2]-14 de diciembre de 1746), III vizconde de Barrantes,[2] III marqués de Villagarcía, VII señor de la Casa de Rubianes,[3] embajador en Venecia y en Lisboa, virrey de Cataluña, virrey del Perú y presidente de la Real Audiencia de la ciudad de los Reyes.

Casó con Clara Benita de Barrionuevo y Monroy, IV marquesa de Monroy. Sucedió su hijo:
- Rodrigo Antonio de Monroy y Mendoza (Valencia, 17 de junio de 1701-Madrid, 22 de agosto de 1781),[6], IV vizconde de Barrantes,[2] IV marqués de Villagarcía,[2] VIII señor de la Casa de Rubianes, grande de España,[3] V marqués de Monroy[7] y VI marqués de Cusano.[7]

Casó el 13 de junio de 1736, en Toledo, con su prima segunda, Blasa Pantoja y Bellvís de Moncada (1714-1793), IX condesa de Torrejón, grande de España, VI marquesa de Valencina, IX condesa de Villaverde, señora de Mocejón y Benacazón y XI poseedora del oficio de alférez mayor perpetuo de Toledo, hija de Félix Francisco Pantoja de Carvajal, VII conde de Torrejón y IV marqués de Valencina, alférez mayor perpetuo de la Imperial Ciudad de Toledo y su Reino, como poseedor del mayorazgo de Silva, y de su esposa María Josefa Bellvís Moncada y Exarch (m. 21 de diciembre de 1758) Al no tener descendencia, en su testamento de 5 de mayo de 1771, nombró a su sobrino «su sucesor y heredero en los mayorazgos y títulos». Este sobrino era hijo de su hermana María Josefa Alberta y de su esposo Jerónimo María de Oca Nieto de Silva Cisneros y Moctezuma, VII conde de Moctezuma de Tultengo, IV marqués de Tenebrón, VII vizconde de Ilucán y señor de Celme.
- Joaquín Ginés de Oca Mendoza Caamaño Sotomayor (20 de marzo de 1733-31 de agosto de 1795), V vizconde de Barrantes,[10] V marqués de Villagarcía,[2][12] IX señor de la Casa de Rubianes,[3] VI marqués de Monroy,[12] VIII conde de Moctezuma de Tultengo,[6] V marqués de Tenebrón,[6] VII marqués de Cusano, señor de Vista Alegre y del Celme y caballero de la Orden de Santiago.[12]

Casó en primeras nupcias con María de los Dolores Fernández de Córdoba y Moncada (m. 17 de abril de 1770), hija de Luis Antonio Fernández de Córdoba-Figueroa y Spínola de la Cerda, XI duque de Medinaceli y de su primera esposa, María Teresa de Moncada Aragón y Benavides, VII duquesa de Camiña (V título de Castilla). Contrajo un segundo matrimonio con María Ignacia Idiáquez y Palafox. Sin descendencia, sucedió su hermana:
- Clara de Oca y Mendoza Caamaño (Madrid, 28 de mayo de 1723-Madrid, 11 de febrero de 1799), VI vizcondesa de Barrantes,[10] VI marquesa de Villagarcía,[10] X señora de la Casa de Rubianes,[3]  VII marquesa de Monroy,[13] IX condesa de Moctezuma de Tultengo, VI marquesa de Tenebrón, marquesa de Cusano, IX vizcondesa de Ilucan, etc.[13]

Soltera y sin descendientes, a su muerte se repartieron sus títulos y después de un largo pleito de tenuta. Los mayorazgos de Barrantes y Vista Alegre y los títulos de Villagarcía y Barrantes fueron adjudicados a Joaquín de Armesto y Teixeiro, mientras que la casa y señorío de Rubianes, con grandeza de España, recayeron en José Ramón Ozores y Calo Romero de Villafañe. Sucedió:
- Joaquín de Armesto y Teixeiro quien, al acceder al vizcondado, adoptó el nombre de Joaquín de Mendoza Sotomayor Armesto y Teixeiro (m. 1825), VII vizconde de Barrantes,[14] VII marqués de Villagarcía, oidor de la Real Chancilleria de Valladolid y señor de numerosos lugares.[14]

Casó con María Jesús Teresa Cortés y de la Rocha. Nacieron dos hijas de este matrimonio: Mercedes, casada con Ramón Arias Quiroga y Orbán, y Rosa de Armesto y Cortés, esposa de Rodrigo Rodríguez de Campomanes y Sánchez de Orozco, conde de Campomanes y vizconde de Orderías. Sucedió su sobrino:
- Francisco de Mendoza Sotomayor Álvarez de Lorenzana y Armesto (Cacabelos, 4 de octubre de 1802[14]-6 de octubre de 1849), VIII vizconde de Barrantes,[14] VIII marqués de Villagarcía,[14] senador y diputado.[15]

Casó con María de la Concepción Castro Casal. Sucedió, en 1860, su hija:
- María del Carmen Álvarez de Lorenzana y Castro (m. París, octubre, 1892), IX vizcondesa de Barrantes[16] y IX marquesa de Villagarcía.[17]

Casó con Raúl Grammont. Le sucedió en 1860, su primo:
- Rodrigo de Mendoza y Sotomayor Barrio y Álvarez de Lorenzana, X vizconde de Barrantes[14] y X marqués de Villagarcía.[14]  Era hijo de María Álvarez de Lorenzana y Armesto, hermana del VIII vizconde de Barrantes, y de Julián de Barrio.

Se declaró suprimido el título en 1870.
Rehabilitado en 27 de octubre de 1870
- Juan Álvarez de Lorenzana y Guerrero (n. Oviedo, 27 de agosto de 1818-Madrid, 15 de julio de 1883), XI vizconde de Barrantes,[16][19] senador por la provincia de Oviedo (1871-1876),[20] senador vitalicio[21] y ministro de Estado (nombrado el 25 de febrero de 1869).

Casó en primeras nupcias con Rosa Fernández Cueto (m. 1870). Contrajo un segundo matrimonio con Adela de Antoine. En 1884, sucedió su hijo del segundo matrimonio:
- Juan Vicente Álvarez de Lorenzana y Antoine, XII vizconde de Barrantes.[22]

Casó, en 1906, con Isabel Ana María de la Pezuela y Griñán. Sucedió su hijo en 1884:
- Juan Manuel Álvarez de Lorenzana y de la Pezuela (m. 20 de enero de 1987[24]), XIII vizconde de Barrantes,[25] y V conde de Cheste, grande de España.[24]

Casó en primeras nupcias, el 24 de febrero de 1940, con María Luisa Oliag y Sancho. Contrajo  un segundo matrimonio en 1949 con la vedette Virginia de Matos. Casó en terceras nupcias, el 19 de diciembre de 1950, con María Antonia Valea y Mencía. Sucedió su hijo del primer matrimonio:
- Juan Manuel Álvarez de Lorenzana y Oliag, XIV vizconde de Barrantes[26] y VI conde de Cheste, grande de España.[24]

Casó con Elisabeth Owen MacLaren.